# Resolució 1519 del Consell de Seguretat de les Nacions Unides
La Resolució 1519 del Consell de Seguretat de les Nacions Unides fou adoptada per unanimitat el 16 de desembre de 2003. Després de recordar les resolucions sobre la situació a Somàlia, en particular les resolucions 733 (1992), 1356 (2001), 1407 (2002), 1425 (2002) i 1474 (2002) el Consell va demanar l'establiment d'un grup de seguiment per investigar les violacions de l'embargament d'armes contra el país.

## Resolució

### Observacions
El Consell de Seguretat va reiterar la seva preocupació pel continu flux de les armes i les municions a través de y des de fora de Somàlia de fonts externes i, per tant, era important seguir supervisant i millorant la implementació de l'embargament d'armes. Mentrestant, va reiterar el seu suport al procés de reconciliació del país, inclosa la recent Conferència de Pau i Reconciliació de Somàlia i va insistir que tots els estats, especialment els de la regió, haurien d'abstenir-se d'interferir en els assumptes interns de Somàlia, ja que tal ingerència desestabilitzaria el país. La situació al país va continuar representant una amenaça per a la pau i la seguretat internacionals.

### Actes
Actuant sota el Capítol VII de la Carta de les Nacions Unides, el Consell va destacar la complicitat de tots els estats amb les resolucions 733 i 1356, i que l'incompliment constituïa una violació de la Carta de les Nacions Unides. Va decidir restablir un grup de quatre experts nomenats per  Secretari General amb seu a Nairobi durant sis mesos per investigar les violacions de l'embargament d'armes per terra, aire i mar; detallar informació relacionada amb les violacions i l'execució de l'embargament; dur a terme investigacions sobre el terreny a Somàlia i altres països; avaluar la capacitat dels estats de la regió per implementar plenament l'embargament d'armes, inclosa la revisió de les duanes nacionals i el control de fronteres; i recomanar mesures per reforçar la seva aplicació. A més, es requeria que el grup tingués accés a coneixements en àrees de l'aviació civil, transport marítim, assumptes regionals i coneixement del país i informés al Comitè establert a la resolució 751 (1992) amb una llista de violadors tant dins com fora de Somàlia.
La resolució va demanar la cooperació plena dels estats veïns, el Govern Nacional de Transició (GNT) a Somàlia, i altres entitats o persones, proporcionant accés sense restriccions a la informació per al panell d'experts i per als estats per proporcionar informació sobre violacions de l'embargament d'armes; les instàncies d'incompliment eren informades al Consell. Es va demanar als estats veïns que informessin trimestralment dels passos realitzats per implementar l'embargament i se'ls va animar a promulgar i aplicar legislació per donar efecte a la implementació. Les organitzacions regionals, la Unió Africana i la Lliga Àrab van ser convocades per ajudar els partits de Somàlia a implementar l'embargament i el grup de vigilància.